# Life with Murder
Life with Murder é um documentário canadense de 2009 dirigido por John Kastner. Foi produzido pela JS Kastner Productions, em parceria com a National Film Board of Canada.

## Sinopse
Jennifer Jenkins de 18 anos é brutalmente assassinada a tiros de rifle na casa de sua família. O principal suspeito: seu irmão, Mason Jenkins, que fugiu da cena do crime, o documentário retrata a luta de sua familia em aceita-lo de volta depois dele ter sido condenado pelo assassinato de sua irmã.

## Premiações e Indicações
| Ano  | Cerimônia          | Resultado | Prêmio              |
| ---- | ------------------ | --------- | ------------------- |
| 2010 | Emmy Internacional | Venceu    | Melhor Documentário |